# Quirino (Ilocos Sur)
Quirino (Angkaki) ist eine Stadtgemeinde in der philippinischen Provinz Ilocos Sur. Sie grenzt im Osten an die Mountain Province und im Norden an die Provinz Abra. Ein Teil des bergigen Gebietes gehört zum Tirad-Pass-Nationalpark. In Quirino befinden sich auch zwei heiße Quellen. Die Gemeinde wird vom Fluss Abra durchquert.
Quirino ist in folgende neun Baranggays aufgeteilt:
| - Banoen - Cayus - Lamag | - Malideg - Namitpit - Patiacana | - Legleg - Suagayan - Tubtuba |